# Теремківці
Тере́мківці — село в Україні, у Чемеровецькій селищній громаді Кам'янець-Подільського району Хмельницької області.

## Назва
Легенда походження назви сіл Теремківці та Юрківці: 
| | \| Колись давно жив заможний пан Погорецький. Він мав двоє сині яких звали Юрко та Терем. Цей пан мав багато землі та перед тим як померти він дав одну половину землі Юркові а іншу Терему. Ось так і утворились два села Юрківці та Теремківці, а між ними простяглося поле Погорецьке. \| |
| Колись давно жив заможний пан Погорецький. Він мав двоє сині яких звали Юрко та Терем. Цей пан мав багато землі та перед тим як померти він дав одну половину землі Юркові а іншу Терему. Ось так і утворились два села Юрківці та Теремківці, а між ними простяглося поле Погорецьке. | |

## Географія
Подільське село Теремківці розташоване на подільській височині, в південно-західній частині України, на річці Жванчик — лівій  притоці Дністра, за 47 кілометрів автошляхами від міста Кам'янець-Подільський та за 4 кілометра від Чемерівців. Біля поселення проходить автотраса Р48.

### Клімат
Теремківці знаходяться в межах вологого континентального клімату із теплим літом.

## Історія
Внаслідок поразки визвольних змагань на початку XX століття, село надовго окуповане російсько-більшовицькими загарбниками.
Радянська окупація принесла колективізацію та розкуркулення, мешканці села зазнали репресій.
В 1932–1933 селяни села пережили Голодомор.
В роки Великого терору 1936-1937 було вбито чимало осіб різних національностей і професій, багато людей було виселено як сім'ї «ворогів народу».
З 1991 року в складі незалежної України.
15 вересня 2016 року шляхом об'єднання сільських територіальних громад, село увійшло до складу Чемеровецької селищної громади, до цього органом місцевого самоврядування була Юрковецька сільська рада.
До адміністративної реформи 19 липня 2020 року село належало до Чемеровецького району, після його ліквідації, увійшло до складу Кам'янець-Подільського району.

## Населення
Населення становить 466 осіб.

### Мова
У селі поширені західноподільська говірка та південноподільська говірка, що відносяться до подільського говору, який належить до південно-західного наріччя.
Розподіл населення за рідною мовою за даними перепису 2001 року:
| Мова       | Відсоток |
| ---------- | -------- |
| українська | 98,93%   |
| російська  | 1,07%    |

## Відомі люди

### Народилися
- Павловський Іван Григорович (нар.1909 — †1999) — Герой Радянського Союзу, заступник міністра оборони СРСР, генерал армії.

## Охорона природи
Село лежить у межах національного природного парку «Подільські Товтри».

## Світлини

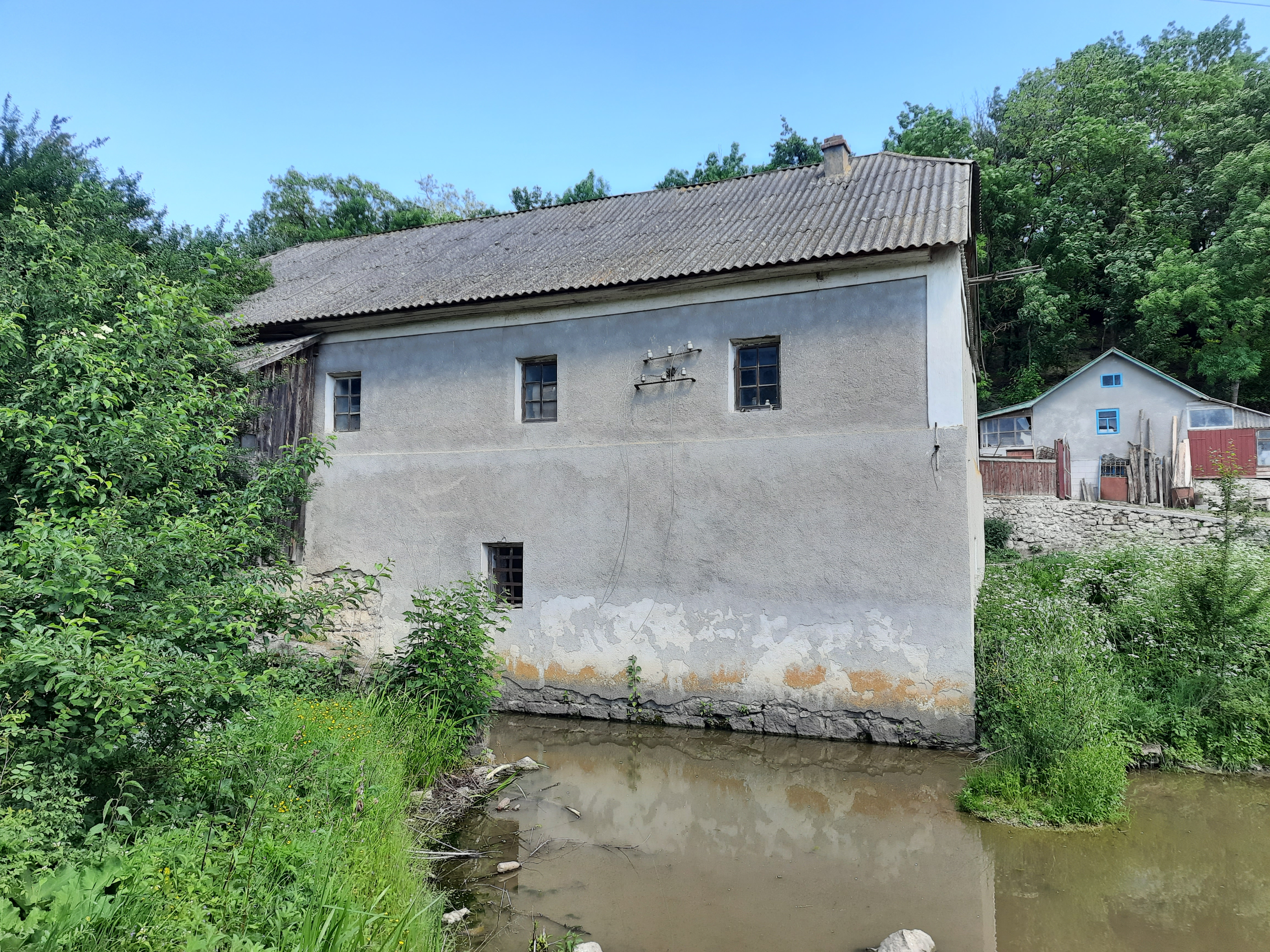
Старий водяний млин на річці Жванчик
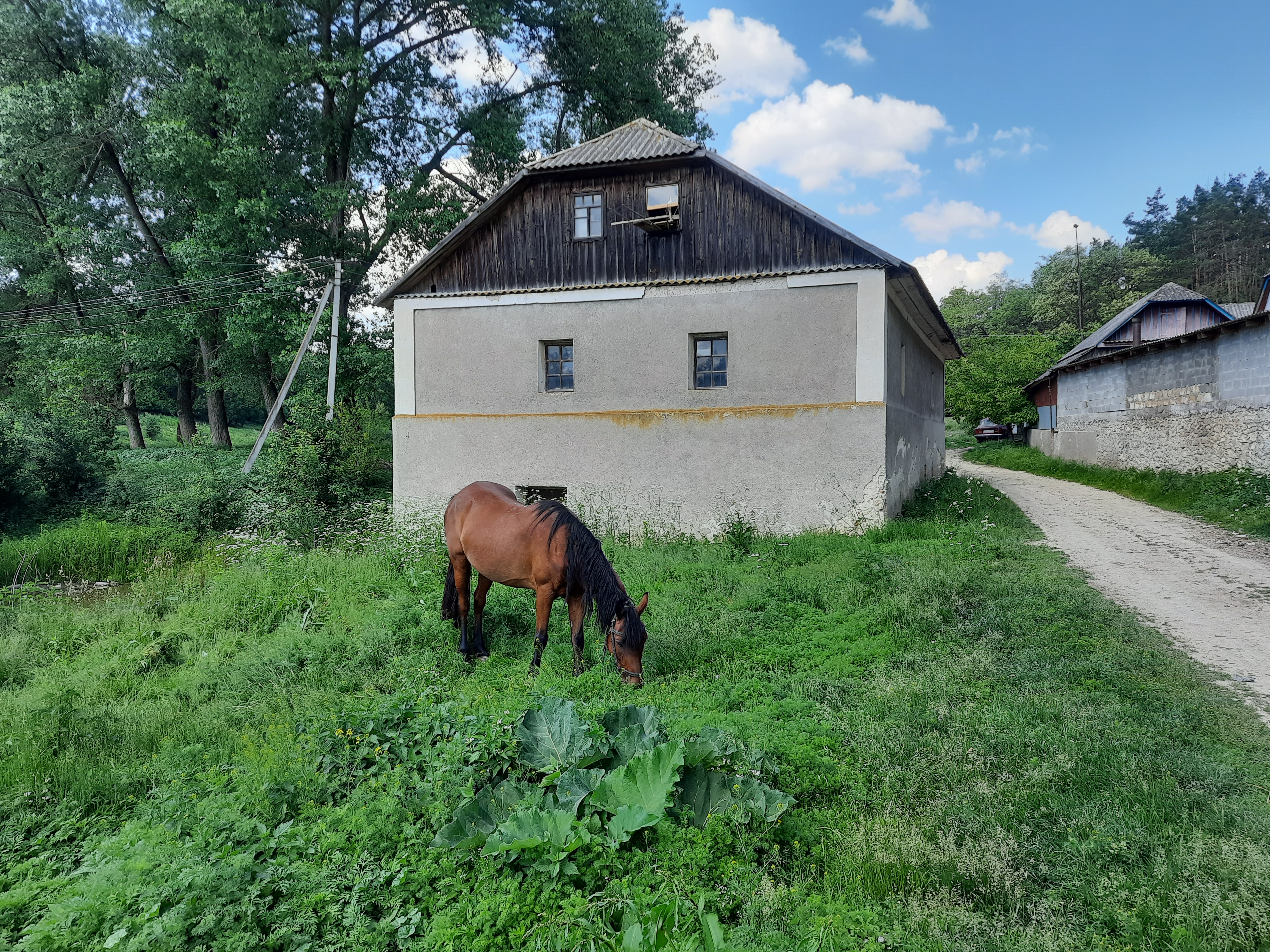
Сільська вулиця
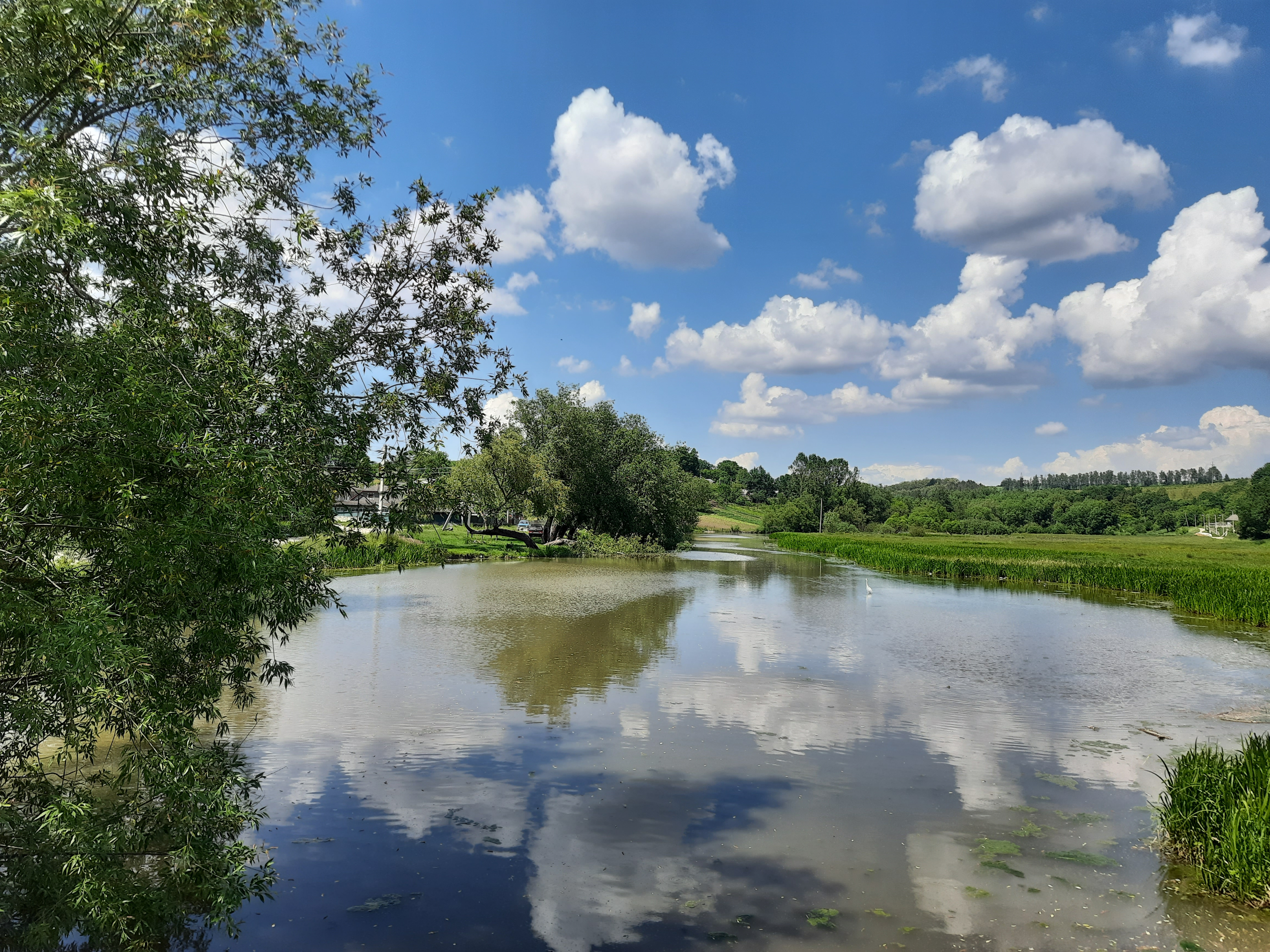
Річка Жванчик біля села